# Remomeix
Remomeix é uma comuna francesa na região administrativa do Grande Leste, no departamento de Vosges. Estende-se por uma área de 4.73 km². Em 2010 a comuna tinha 472 habitantes (densidade: 99,8 hab./km²).